# Raffineriekraftwerk Lingen
Das Raffineriekraftwerk Lingen der Erdöl-Raffinerie Emsland versorgt die Erdölraffinerie mit Strom und Dampf. Darüber hinaus wird die überschüssige elektrische Energie in das öffentliche Netz eingespeist.

## Geschichte
Das Raffineriekraftwerk ging 1953 mit der gesamten Raffinerie in Betrieb. Zu Beginn waren zwei Turbinen und zwei Dampfkessel (schwerölbefeuert) in Betrieb. Die elektrische Leistung betrug jeweils 3 MW. Die Dampfkapazität jeweils 40 Tonnen. Schon bald reichte die Dampfkapazität nicht mehr aus und es wurden zusätzliche Kessel in Betrieb genommen. Anfang der 80er Jahre wurde durch den Neubau eines Kessels, als Ersatz für die alten Kessel, der 150 m hohe Schornstein, das heutige Wahrzeichen der Raffinerie errichtet. Bis 1995 bestand das Raffineriekraftwerk aus fünf Turbogeneratoren und vier Kesseln. Da die elektrische Leistung nicht mehr ausreichte, wurden zwei Gasturbinen mit umweltfreundlichen Abhitzekesseln installiert. Die Gasturbinen wurden von MTU geliefert. Neben den Gaskesseln stehen zwei gasbefeuerte Reservekessel und ein Abhitzekessel einer Kalzinierung zur Erzeugung von Dampf bereit. Der entstehende Dampf wird über eine Turbine geleitet und so zusätzlich Strom erzeugt.